# Jordi Jané
Jordi Jané i Guasch (Arbós, Tarragona 26 de noviembre de 1963) es un político español, vicepresidente 4º del Congreso de los Diputados entre 2008 y 2015 y diputado por la provincia de Tarragona entre 1999 y 2015. Fue Consejero de Interior de la Generalidad de Cataluña desde el 22 de junio de 2015 hasta el 14 de julio de 2017.

## Biografía
Nacido en Arbós (Bajo Panadés) el 26 de noviembre de 1963 es abogado y profesor de Derecho Constitucional en la Universidad Pompeu Fabra y en la Universidad Rovira i Virgili de Tarragona. 
Cabeza de lista de Convergència i Unió por Tarragona en las elecciones al Congreso, es desde 2008 el vicepresidente cuarto del Congreso de los Diputados. Fue portavoz adjunto del Grupo Parlamentario Catalán en el Congreso entre 2000 y 2008 y también fue el secretario del Grupo Parlamentario de la minoría catalana durante la III, IV, V y VI Legislatura.
El año 1980 se convirtió en uno de los fundadores de la Juventud Nacionalista de Cataluña (JNC) y fue elegido su presidente en el Bajo Panadés. Además es Consejero Nacional de Convergència Democràtica de Catalunya (CDC) Está casado y tiene dos hijos.

### Portavoz adjunto de CiU y vicepresidente del Congreso
Después de las elecciones en las que Aznar logró la mayoría absoluta se convirtió diputado por CiU y portavoz adjunto del grupo parlamentario, un cargo que ejercería las dos siguientes legislaturas (hasta el 2008) en equilibrio obligado con el hombre fuerte de CiU en Madrid y líder de UDC, Josep Antoni Duran Lleida y sin margen de negociación con el Ejecutivo del PP.
La victoria insuficiente de Zapatero a los comicios de 2004 abrió la puerta a una nueva etapa de negociación con CiU y también le permitió acceder a la vicepresidencia del Congreso, cargo que ha ejercido también durante la última legislatura.
Ha actuado como portavoz en la Comisión de Seguridad Vial en las tres últimas legislaturas (desde 2004).
Hizo portavoz de CiU en la Comisión de Investigación del 11-M.

## Consejero del Interior
El president de la Generalidad, Artur Mas, lo nombró Consejero del Interior tras la ruptura de Convergencia y Unión en sustitución a Ramon Espadaler.  Estos cambios también afectaron a los consejeros Joana Ortega y Josep María Pelegrí donde les sustituyeron Jordi Ciuraneta (Agricultura, Ganadería y Pesca), Meritxell Borràs (Gobernación) y Neus Munté (que suma las funciones de vicepresidenta y portavoz a la dirección de Bienestar Social)
Jordi Jané, siendo testigo en el juicio del procés, ha argumentado que su salida (dimisión) en julio de 2017 como consejero de Interior, ante la determinación de Carles Puigdemont y de Oriol Junqueras de celebrar un referéndum independentista declarado ilegal por el Tribunal Constitucional de España (TC), fue por “motivos personales”, basados, sobre todo, en la “intensidad” del cargo, y además en el hecho que  pudiera  “no darse un contexto de acuerdo”, entre la Generalidad y el Gobierno de España.